# Diocèse de Port-Blair
Le diocèse de Port-Blair (en latin Dioecesis Portus Blairensis) est une circonscription ecclésiastique de l’Église catholique couvrant les deux archipels des quelque 500 iles du golfe du Bengale, les Andaman et les Nicobar (38 sont habitées) qui constituent ensemble le territoire indien des ‘Andamans et Nicobar’. Érigé en 1987 le diocèse est suffragant de l’archidiocèse de Ranchi.  Depuis 1987 son évêque en est Mgr Visuvasam Selvaraj.

## Histoire

### Premiers essais d’évangélisation
Déjà à la fin du XVIIe siècle un missionnaire venant de Pegu, un franciscain portugais, visite l’île de Car Nicobar. En 1711, deux jésuites français de Pondicherry, les pères Bonnet et Faure commencent un travail d’évangélisation à Car Nicobar. Ils sont assassinés trois ans plus tard. Au milieu du XVIIIe siècle une mission morave envoyée par les Danois de Tranquebar subit le même sort. Les survivants quittent l’île en 1780. 
Des tentatives sont également faites au XIXe siècle. En 1836 un groupe de jésuites français les pères Supries, Galabert, suivis de Charles Beaury, Jean-Baptiste Lacramp et Chopard sont présents à Car Nicobar. Ils font un premier essai de mettre le dialecte local en graphie romaine.  L’hostilité est trop grande; la mission est abandonnée.

### AuxXIXeetXXesiècles
L’ouverture d'un camp pénal sur l’île de Ross, en 1858, après la révolte manquée des cipayes, amène dans les iles une population extérieure mixte. Parmi les gardes certains sont catholiques qui demandent une aide pastorale. Après la Première Guerre mondiale, lorsque les autorités décident de fermer le camp pénal, des travailleurs sont recrutés au Chotanagpur pour remplacer la main d’œuvre nécessaire à la construction des routes et à l’exploitation des forêts, travail fait jusqu’alors fait par les conscrits. Ils arrivent à la fin 1918; la plupart sont de religion catholique. 
À partir de 1928 un prêtre du diocèse de Rangoun les visite deux fois par an. Après l’occupation japonaise des îles (durant la seconde guerre mondiale), ils sont visités - à la demande d’officiers anglais - par des prêtres venant du diocèse de Ranchi.  Ce qui conduit le Saint-Siège à transférer la mission des Andaman-et-Nicobar de Rangoun vers le diocèse de Ranchi (1947) étant donné que la plupart des catholiques qui y vivaient étaient originaires du Chotanagpur. Le missionnaire jésuite belge Jean De Cocq y est le premier prêtre catholique à résider en permanence à Port-Blair. Il est remplacé en 1953 par le père André Verhulst (1887-1968).  
En 1948 l’évêque de Ranchi, Mgr Oscar Sevrin, avait fait une première visite pastorale. Après y avoir fait sa visite pastorale (1962) l’archevêque de Ranchi, Mgr Pius Kerketta, demande au Saint-Siège que la mission des Andaman-et-Nicobar - qui ne comptait alors que la seule paroisse de Port-Blair - soit confiée aux missionnaires de Saint-François-Xavier [SFX], une congrégation missionnaire de Goa. Un premier groupe arrive à Port-Blair en 1965, et d’autres suivent par après.

### Aujourd’hui
Le développement que les missionnaires de la ‘Pilar Society’ y ont apporté, avec la création de plusieurs paroisses et diverses institutions conduit à l’érection du diocèse de Port-Blair en août 1984. Il est suffragant de l’archidiocèse de Ranchi. Le premier évêque, Mgr Alex Dias SFX, reçoit le consécration épiscopale le 20 janvier 1985.
La quasi-totalité des catholiques sont originaires de l’Inde continentale, en majorité du Chotanagpur, mais aussi du Tamil Nadu et du Kerala. Ils sont groupés en 13 paroisses et 30 chapelles secondaires. Les groupes ethniques autochtones (Jarawas, Onges, Sentinelles et autres) ne sont pas accessibles. Les contacts avec eux sont limités et strictement contrôlés par l’administration civile.  Dans l’archipel des Nicobar, cependant, une très large majorité de Nicobaris sont chrétiens de confession anglicane.

## Évêque de Port-Blair
- 1987-2019 : Alex das Neves Dias SFX
- 2021- : Visuvasam Selvaraj

## Sources
- Catholic Directory of India
- Annuario pontificio 2013, Città del Vaticano, Libreria editrice vaticana, 2013, p.577.